# Французско-армянское соглашение
Французско-армянское соглашение было заключено 27 октября 1916 года и являлось политическим и военным соглашением, направленным на поддержку армян, переживших геноцид, на стороне союзников во время Первой мировой войны.

## История
Заключение было предложено министром иностранных дел Аристидом Брианом, который воспользовался этой возможностью, чтобы предоставить войска в соответствии с французскими обязательствами, согласованными в соглашениях Сайкса-Пико, которые все еще были секретными. Переговоры проходили под руководством председателя Армянской национальной делегации Погоса Нубара с армянской стороны. Власти Армении встретились также с сэром Марком Сайксом и Жоржем-Пико . Армянская поддержка, названная Армянским легионом, должна была иметь генерала Эдмунда Алленби в качестве его командира; однако вне договора, армяне воевали в Палестине и Сирии. Меньше месяца потребовалось, чтобы прийти к окончательному решению о создании Армянского легиона.
Стороны договорились по нескольким пунктам:
- создание Легиона имело целью санкционировать армянский вклад в освобождение Киликии от Османской империи и помощь армянам реализовать свои национальные устремления путем создания государства в регионе;
- Легион должен был воевать только с Османской империей и только в Киликии;
- Легион должен был стать ядром будущей армянской армии .

Соглашение было известно Талаату-паше, члену османского правительства: копия этой информации была найдена в османских архивах.